# Eucalyptus triflora
Espèce
Eucalyptus triflora est une espèce de plantes à fleurs du genre Eucalyptus et de la famille des Myrtaceae. C'est un arbre originaire des plaines du sud-est de la Nouvelle-Galles du Sud en Australie.

## Description
C'est un petit arbre rare, de type mallee, qui peut atteindre 15 mètres de hauteur. Il a une écorce lisse, claire, se détachant en lambeaux. Les feuilles sont alternes, lancéolées, brillantes concolores et mesurent de 7 à 13 cm de longueur. Les fleurs sont blanches.